# Luke Pasqualino
Luke Pasqualino (Peterborough, 1989. február 19. –) angol színész, többek között a Skins című BAFTA-nyertes brit televíziós sorozat szereplője.

## Életpályája
Luca Giuseppe Pasqualino 1989. február 19-én született Peterborough-ban, Angliában. Szülei olasz származásúak: édesapja szicíliai, míg édesanyja nápolyi. Luke a Walton Community School-ba járt iskolába. Luke-nak egy testvére van, a nővére. Mielőtt a színészettel próbálkozott modellkedett, valamint nővére vállalkozásában is dolgozott.
Luke Londonban él. Mint a legtöbb angol férfi, ő is imádja a futballt: szülővárosa fociklubjának, a Peterborough United FC-nak és a Premier League-ben játszó Chelsea-nek a szurkolója.
A pletykák szerint randizott Klariza Clayton-nal, aki a Skins-ben húgát játszotta, jelenleg azonban szingli.
Pasqualino a Budapesten 2010 júniusában megrendezett Skins Party alkalmából járt Magyarországon.

## Karrierje
Luke kétszer próbálkozott meg azzal, hogy a Skins című sorozatban szerepelhessen: 2007-ben Tony Stonem szerepére jelentkezett, de végül Nicholas Hoult kapta meg a szerepet. A sorozat 3. évadjában viszont az egyik fő karaktert, Freddie Mclair-t alakítja. Nem csak a 3. de a 4. évadban is viszontláthattuk, hiszen ahogy a többi szereplő, ő is aláírta a következő évadra szóló szerződését.
Első szerepét a Stingers Rule! filmben kapta, ahol rögtön főszerepet játszott. Ezután két évadra szóló szerződést írt alá a Skins-ben. 2009-ben a Baleseti sebészet című sorozatban is szerepet kapott, igaz csak két epizódban láthattuk. 2009-ben a BBC Miranda című komédiában szerepelt Miranda Hart-tal.
Luke-ot 2010-ben egy nagy költségvetésű horror filmben láthatjuk újra. A The Apparition című filmben fog játszani, ahol együtt fog szerepelni a Twilight-ban szereplő Ashley Greene-nel és a Harry Potter-ből ismerős Tom Felton-nal.

## Filmjei
- Baleseti sebészet (2009)
- Skins (2009–2010)
- Miranda (2009–2013)
- Borgiák (2011–2012)
- A jelenés (2012)
- Love Bite - Az első harapás (2012)
- Jo, a profi (2013)
- Snowpiercer – Túlélők viadala (2013)
- A kilences szám alatt (2014)
- Muskétások (2014–2016)
- Our Girl (2016–2020)
- Blöff (2017–2018)
- Halál a paradicsomban (2021)
- Shadow and Bone - Árnyék és csont (2021)

## Fordítás
- Ez a szócikk részben vagy egészben  a   Luke Pasqualino című angol Wikipédia-szócikk fordításán alapul.  Az eredeti cikk szerkesztőit annak laptörténete sorolja fel. Ez a jelzés csupán a megfogalmazás eredetét és a szerzői jogokat jelzi, nem szolgál a cikkben szereplő információk forrásmegjelöléseként.